# India en los Juegos Olímpicos de la Juventud 2018
India participó en los Juegos Olímpicos de la Juventud 2018 en Buenos Aires, Argentina, celebrados entre el 6 y el 18 de octubre de 2018. La delegación estuvo conformada por 46 atletas en 13 disciplinas y obtuvo tres medallas doradas, nueve de plata y una de bronce en las justas.

## Deportes

### Atletismo
| Sexo | Atleta       | Evento          | Stage 1  | Stage 1 |
| Sexo | Atleta       | Evento          | Result   | Rank    |
| ---- | ------------ | --------------- | -------- | ------- |
| M    | Suraj Panwar | 5000m Race Walk | 20:23'30 | 2       |

## Medallero
Las medallas otorgadas a los equipos mixtos son representadas en cursiva.

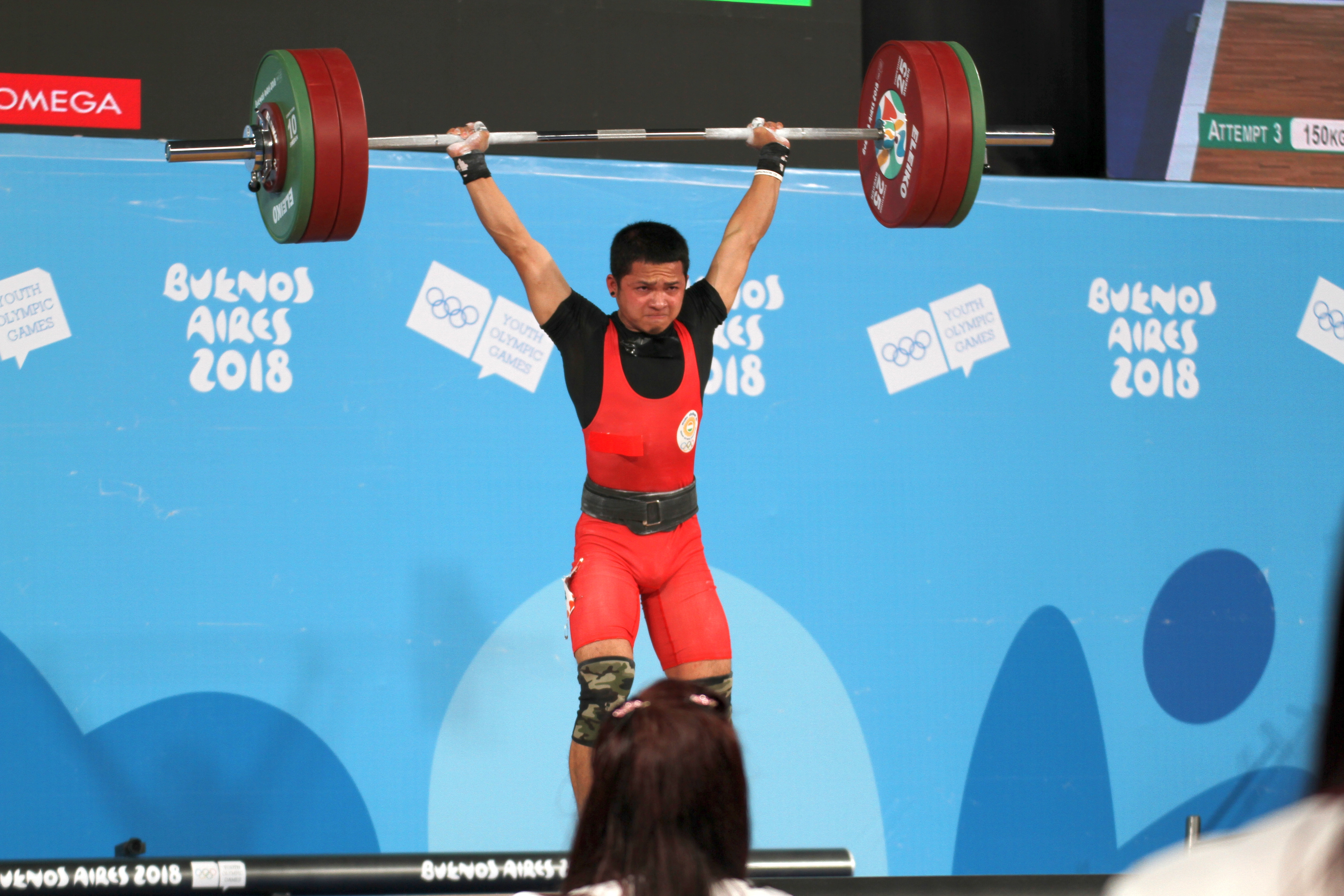
Jeremy Lalrinnunga

| Medalla           | Nombre                                  | Deporte                | Evento                 | Fecha  |
| ----------------- | --------------------------------------- | ---------------------- | ---------------------- | ------ |
| Medalla de oro    | Jeremy Lalrinnunga                      | Levantamiento de pesas | 62 kg masculino        | 8 oct  |
| Medalla de oro    | Manu Bhaker                             | Tiro deportivo         | 10 m pistola femenino  | 9 oct  |
| Medalla de oro    | Saurabh Chaudhary                       | Tiro deportivo         | 10 m pistola masculino | 10 oct |
| Medalla de oro    | Lakshya Sen                             | Bádminton              | Equipo mixto           | 12 oct |
| Medalla de plata  | Tushar Mane                             | Tiro deportivo         | 10 m rifle masculino   | 7 oct  |
| Medalla de plata  | Tababi Devi                             | Judo                   | 44 kg femenino         | 7 oct  |
| Medalla de plata  | Mehuli Ghosh                            | Tiro deportivo         | 10 m rifle femenino    | 8 oct  |
| Medalla de plata  | Tababi Devi                             | Judo                   | Equipo mixto           | 10 oct |
| Medalla de plata  | Manu Bhaker                             | Tiro deportivo         | 10 m pistola mixto     | 12 oct |
| Medalla de plata  | Lakshya Sen                             | Bádminton              | Individual masculino   | 12 oct |
| Medalla de plata  | Simran                                  | Lucha                  | 43 kg femenino         | 13 oct |
| Medalla de plata  | Equipo de hockey sobre césped masculino | Hockey sobre césped    | Torneo masculino       | 14 oct |
| Medalla de plata  | Equipo de hockey sobre césped femenino  | Hockey sobre césped    | Torneo femenino        | 14 oct |
| Medalla de plata  | Suraj Panwar                            | Atletismo              | 5 km marcha masculino  | 15 oct |
| Medalla de plata  | Akash Malik                             | Tiro con arco          | Individual masculino   | 17 oct |
| Medalla de bronce | Praveen Chitravel                       | Atletismo              | Salto triple masculino | 16 oct |

### General
| Presea        | Medalla de oro | Medalla de plata | Medalla de bronce | Total |
| ------------- | -------------- | ---------------- | ----------------- | ----- |
| TOTAL OFICIAL | 3              | 9                | 1                 | 13    |

## Competidores
| Deportes  | Hombres | Mujeres | Total |
| --------- | ------- | ------- | ----- |
| Atletismo | 1       |         | 1     |
| Total     | 1       |         | 1     |